# Balance (astrologie)
Pour les articles homonymes, voir Balance.
 (février 2021).
Améliorez-le ou discutez des points à vérifier. 
Le signe astrologique de la Balance, de symbole ♎︎, est lié aux personnes nées entre le 22-23 septembre et le 22-23 octobre en astrologie tropicale. Il correspond pour celle-ci (la plus populaire en Occident) à un angle compris entre 180 et 210 degrés comptés sur l'écliptique (le cercle des signes du zodiaque) à partir du point vernal. Il est associé à la constellation du même nom en astrologie sidérale, ce qui entraîne un décalage entre les dates tropicales et sidérales (16 octobre au 15 novembre), qui ne correspondent pas non plus aux dates astronomiques (31 octobre au 22 novembre).

## Origine, mythologie
La constellation de la Balance est connue des Mésopotamiens et des anciens Égyptiens.
C'est l'une des 48 constellations identifiées par Claude Ptolémée dans son Almageste.
Comme l'atteste le nom de ses étoiles principales, la Balance est primitivement considérée, par les astronomes chaldéens et grecs notamment, comme formant les pinces du Scorpion. De là une certaine confusion, identifiant les pinces du scorpion avec le scorpion lui meme, a pu donner l'illusion qu'il n'y avait que onze constellations zodiacales. L' adoption d' un nouveau nom par les érudits romains a été exploitée par Virgile qui comme l'empereur Octave, né le 23 (ou 22) septembre 63 av. J.-C., est natif de la Balance. Au début de son poème, aux vers 32 à 35, il entreprend d’associer la divinisation astrale d’Octave à ce nouveau signe :
| anne novum tardis sidus te mensibus addas qua locus Erigonen inter Chelasque sequentis panditur ipse tibi jam bracchia contrahit ardens Scorpios et caeli justa plus parte reliquit. | t'ajouterais-je, nouvel astre, aux mois à la course lente ? un endroit s'étend entre Érigone [= la Vierge] et les Pinces de la constellation suivante : dans cette portion du ciel, l'ardent Scorpion lui-même resserre déjà ses bras pour toi et t’a laissé une place plus qu’équitable. |

Quant à l’Énéide, elle se ferme sur le signe de la Balance qui vit naître Octave et sur la gloire d’Énée, son ancêtre auquel Virgile l'identifie ainsi qu'à Romulus, dans un processus de fondation-refondation de Rome.
Concernant la mythologie grecque, les Balances sont associées à Héra. Cette dernière est l'épouse de Zeus et la déesse de la justice et des relations. Elle est également réputée pour sa grande beauté,.

## Astrologie
La Balance est un signe cardinal lié à l'élément classique d'air, principe de communication qu'il partage avec les Gémeaux et le Verseau. Avec les Gémeaux et les Poissons, c'est aussi l'un des trois signes « doubles » ou « miroir ».
Sa planète maîtresse est Vénus.
Dans son Tetrabiblos, Claude Ptolémée rejette les décans, dont les maîtres nous sont toutefois connus par Teukros (Ier siècle apr. J.-C.) : le 1er décan de la  Balance est gouverné par la Lune, le 2e par Saturne et le 3e par Jupiter.
Son signe opposé et complémentaire est le Bélier.
Selon la théorie astrologique, ses mots-clés sont : goût de la justice, souci d'équité, recherche de l'équilibre, subtilité, raffinement, tact, charme/séduction, diplomatie, amabilité, sociabilité, mais aussi indécision.
Ève Saint-Gall affirme que la Balance « recherche la paix, la tranquillité ». Influençable, elle peut passer pour hypocrite parce qu'elle ne veut décevoir personne.

## Illustrations

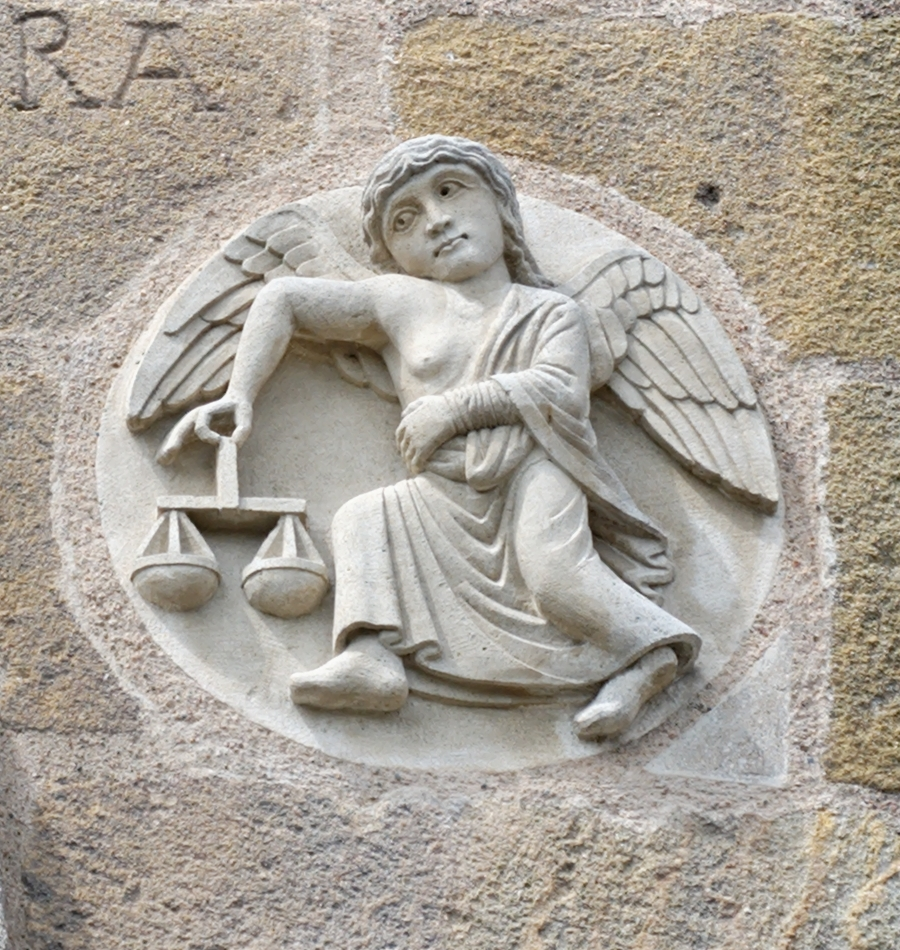
Représentation sur l'église Saint-Austremoine à Issoire
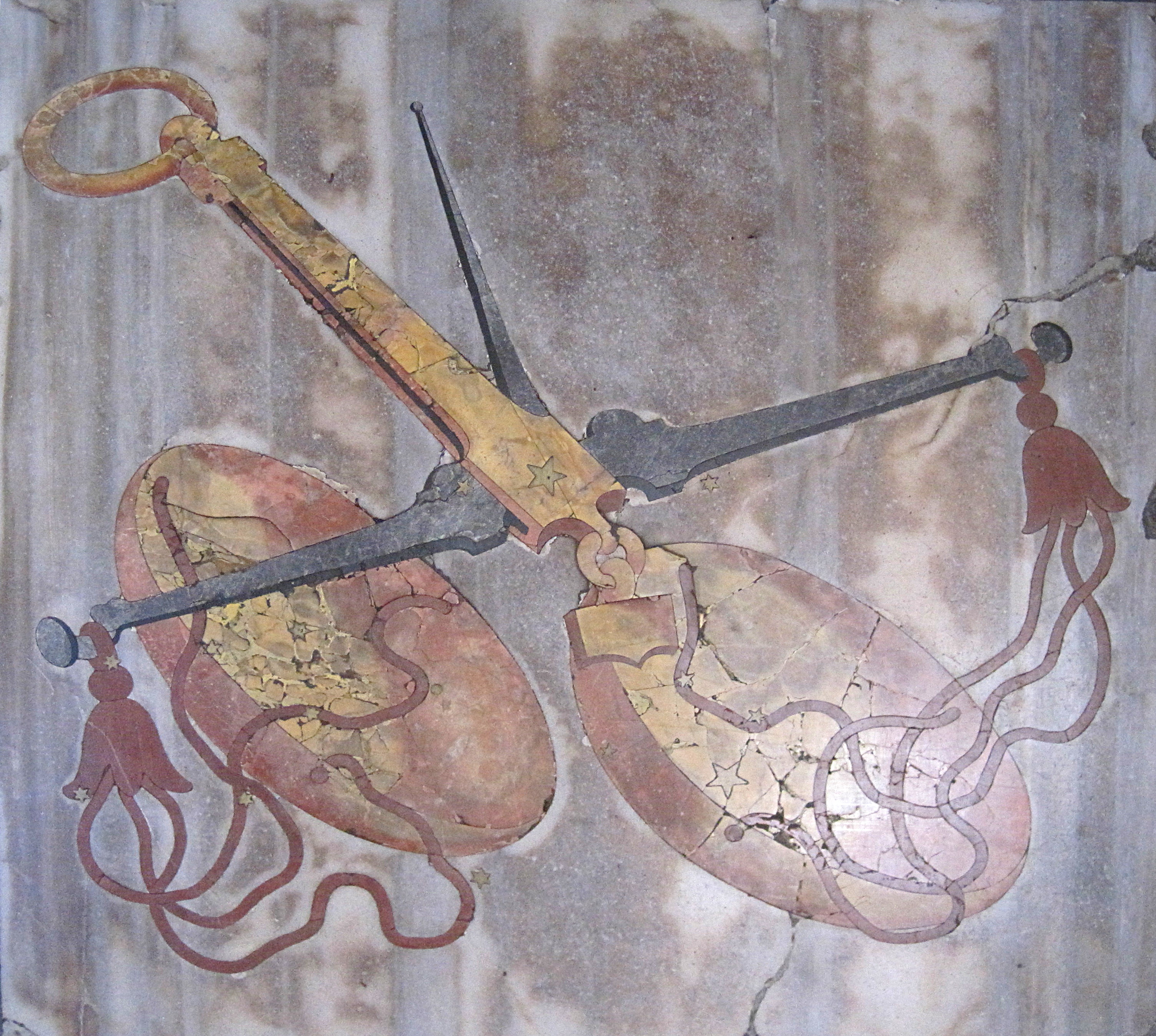
Signe zodiacal de la balance ornant la méridienne de la Basilique Ste-Marie-des-Anges-et-des-Martyrs à Rome
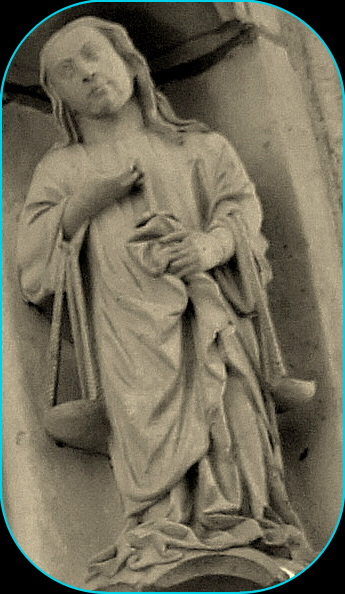
Portail nord de la cathédrale de Chartres
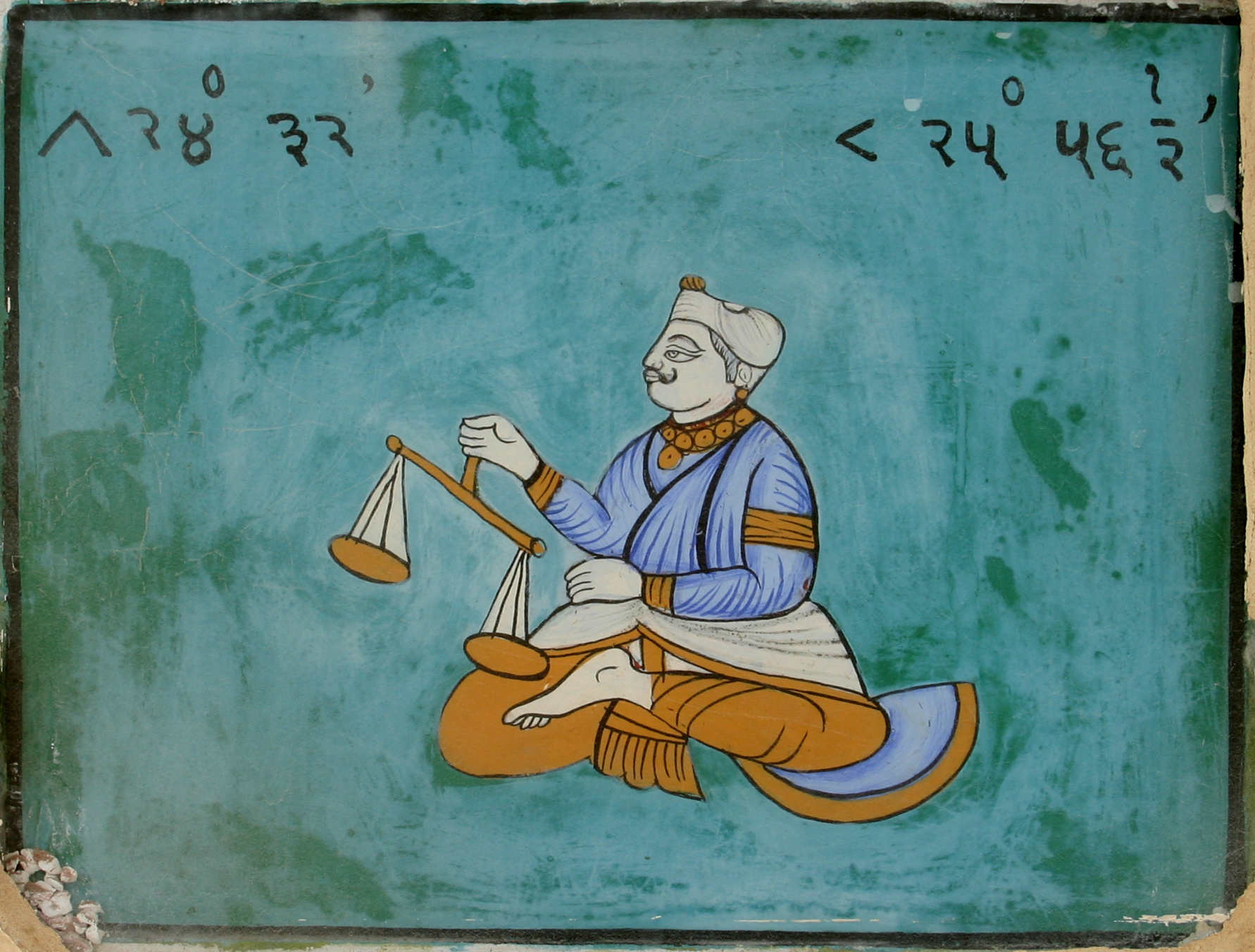
Signe de la balance, Jantar Mantar, Jaipur, Inde